# Hansetag
Le Hansetag, qui signifie « diète de la Hanse », correspond à la réunion des villes appartenant à la ligue Hanséatique au Moyen Âge, et ce jusqu'en 1669. Il constitue le seul organe de la Hanse dans lequel de nombreuses décisions économiques et militaires sont prises tels que par exemple la formation de la confédération de Cologne en 1365 pour attaquer le royaume du Danemark ou bien du traité d’Utrecht en 1474 qui mit fin à la guerre entre le royaume d'Angleterre et la Hanse. La ville de Lübeck qui assura le rôle de ville leader initia le plus souvent le rassemblement des villes de la Hanse. De plus, entre 1356 et 1480, sur les 72 Hansetags, 54 eurent lieu à Lübeck.

## Source
- Philippe Dollinger: Die Hanse. 5. Auflage, Stuttgart 1998,  (ISBN 3-520-37105-7).